# Мокляки (Звягельський район)
Мокляки́ — село в Україні, у Звягельському районі Житомирської області. Населення становить 433 осіб. Входить до складу Ємільчинської селищної громади. Колишній центр Мокляківської сільської ради.

## Історія
У 1906 році село Емільчинської волості Новоград-Волинського повіту Волинської губернії. Відстань від повітового міста 48 верст, від волості 8. Дворів 109, мешканців 667.
З 1830 по 1917 рр. село відносилося до Емільчинського ключа, власником якого був великий землевласник російський граф Уваров Аполлон Іванович і його родина.
До жовтневого перевороту в Петрограді 1917 року жителі села вільно здійснювали свої релігійні обряди в різних культових закладах. Православні у власній церкві, римо-католики в костелі Воздвиження Святого Христа м. Новоград-Волинськ, євреї в синагозі м. Новоград-Волинськ.
Під час голодомору 1932—1933 рр. загинуло 9 чол., на сьогодні встановлено імена 6 чол.:
- Мартич Ганна Іванівна
- Мельник Григорій
- Омельченко Опанас та його  двоє дітей
- Чиж Василь Охрімович.[2]

В період загострення сталінських репресій проти українського народу в 30-і роки минулого століття органами НКВС безпідставно було заарештовано та позбавлено волі на різні терміни 10 мешканців села, з яких 6 чол. розстріляно. Нині всі постраждалі від тоталітарного режиму реабілітовані і їхні імена відомі:
- Авраменко Федір Тимофійович
- Андріюк Костянтин Якович
- Василевський Петро Войцехович
- Дейнека Сергій Олексійович
- Дейнеко Трохим Романович
- Кузик Омелян Іванович
- Остапчук Іван Григорович
- Остапчук Іван Кирилович,
- Сокирко Василь Андрійович
- Сокирко Пилип Андрійович.[3]

## Відомі люди
- Авраменко Петро Михайлович (* 1978), театральний актор і режисер.